# Yilian Cañizares
Yilian Cañizares es una  música cubana y suiza. Vive en Suiza desde 2000.

## Biografía
Nacida en La Habana, Yilian Cañizares comenzó a estudiar violín en su ciudad natal, en la más estricta tradición de la escuela rusa del violín. Con solo 14 años obtuvo una beca de estudios en Caracas y en el año 2000 se trasladó a Suiza para completar sus estudios en el Conservatorio de  Friburgo. Poco tiempo después, las principales orquestas del área comenzaron a contactarla y, una vez instalada en Lausanne, colaboró durante seis años con diferentes conjuntos. En Suiza, se abre al jazz y decide emprender un nuevo camino musical incluyendo en canto en su carrera como artista profesional. Fue durante este periodo que la artista decidió formar un cuarteto con músicos de Alemania, Venezuela y Suiza (y posteriormente Cuba), y nació el grupo “Ochumare”, con el que, a solo seis meses de su creación, en 2008, ganó el premio del Montreux Jazz Festival Competition. A partir de ese momento su carrera ha ido creciendo continuamente. En los últimos años, ha compartido escenario con Ibrahim Maalouf, Omar Sosa, Youn Sun Nah, Richard Bona, Chucho Valdés, Roberto Fonseca, Dhafer Youssef, la Orquesta de Cámara de Lausanne y El Comité. También es profesora de violín en la Escuela de Jazz y de Música Actual de Lausana (Ecole de jazz et de musique actuelle de Lausanne EJMA).
El éxito de sus álbumes “Ochumare”, producción independiente lanzada en 2013, seguido de “Invocación”, bajo la dirección de Alê Siqueira (quien ha colaborado con Roberto Fonseca, Omara Portuondo), ha consolidado su notoriedad como artista innovadora, capaz de aventurarse y trascender las fronteras musicales. Fue catalogada por el semanario francés Le Nouvel Observateur como “artista revelación del año” por su gran virtuosismo y carisma con el que es capaz de cantar y tocar violín. “Mi sonido refleja la riqueza y la mezcla de culturas que llevo conmigo hasta el día de hoy y representa lo que soy: mujer, cubana, músico y ciudadana del mundo", ha expresado la artista.
Su segunda producción discográfica “Invocación” se posicionó en el top de la lista Qobuz – World Music y fue relanzada en una edición Deluxe.
“Aguas”, el álbum producido en colaboración con Omar Sosa, vio la luz en octubre del 2018. Acompañados por otro compatriota, Inor Sotolongo en la percusión, el dúo creó un disco íntimo y personal que refleja los puntos de vista de dos generaciones de artistas cubanos que viven lejos de su tierra. Este álbum es una mezcla de ritmos enérgicos y emotivas baladas que reflejan claramente la inigualable química musical que existe entre ambos artistas. Constituye una potente y única fusión de las raíces afrocubanas, la música clásica y el jazz.
El 15 de noviembre de 2019 fue lanzado el nuevo álbum “Erzulie”, con su nueva formación Yilian Cañizares & The Maroons y dedicado a la deidad haitiana del amor y la libertad. Este trabajo discográfico fue grabado en New Orleans y cuenta la participación de numerosos invitados como Christian Scott (trompeta), Michael League (contrabajo), Bill Laurance (piano), Bobby Sparks (órgano) y Justin Stanton (teclados).

## Estilo
Su estilo refleja la variedad de sus influencias, con toques de jazz, de música clásica, de música cubana, con un gran espacio dejado a la improvisación·. La revista francesa Les Inrockuptibles habla de una orquestación jazz mezclada con percusiones de ritual yoruba. Canta en español, en yoruba y en francés y uno de sus rasgos distintivos es que canta y toca el violín al mismo tiempo.

## Discografía
Ochumare Quartet
- 2009 - Caminos
- 2011 - Somos Ochumare

Yilian Cañizares
- 2013  - Ochumare, Naïve Records
- 2015 - Invocación, Naïve Records
- 2019 - Erzulie, Planeta Y

Omar Sosa - Yilian Cañizares
- 2018 - Aguas, Sosafunke Music Publishing
- 2019 - Omar Sosa & Yilian Cañizares feat. Gustavo Ovalles - Live at Elbphilarmonie, Hamburg.